# Innovazione (partito politico)
Innovazione (in russo Прорыв, traslitterato Proryv) è stato un partito politico della Transnistria.

## Storia
Il partito è nato nel 2005 come ramo transnistriano dell'organizzazione giovanile politica filo-russa omonima. Il 2 giugno 2006 è stato ufficialmente registrato come partito politico. Il colore rappresentativo era il giallo e come simbolo veniva utilizzata la celebre immagine di Che Guevara Guerrillero Heroico.
Era associato alla "Che Guevara High School for Political Leadership" di Tiraspol, un'istituzione che si proponeva di formare giovani attivisti politici. Il movimento sosteneva l'indipendenza della Repubblica Moldava di Pridniestrov (dichiarata il 2 settembre 1990) e respingeva ogni ipotesi di riunificazione con la Moldavia.
Il leader del partito era Dmitrij Soin, sociologo ed ex ufficiale del ministero della sicurezza dello Stato della Transnistria, ricercato dall'Interpol. Lo stratega politico Roman Konoplev contribuì alla definizione dell'ideologia del partito. La guida del movimento giovanile era affidata ad Alëna Aršinova.
Il partito è stato sciolto nel novembre 2012 su ordine della Corte Suprema della Transnistria. I suoi membri hanno denunciato la decisione come una forma di repressione politica.